# Hisayama
Hisayama (久山町?) è una cittadina giapponese della prefettura di Fukuoka.